# Quế Lộc
Quế Lộc là một xã thuộc huyện Quế Sơn, tỉnh Quảng Nam, Việt Nam.

## Địa lý
Xã Quế Lộc nằm ở phía tây huyện Nông Sơn, có vị trí địa lý:
- Phía đông giáp xã Quế Long
- Phía tây giáp thị trấn Trung Phước và xã Ninh Phước
- Phía bắc giáp xã Sơn Viên
- Phía nam giáp huyện Hiệp Đức.

Xã Quế Lộc có diện tích 34,84 km², dân số năm 2019 là 5.342 người, mật độ dân số đạt 153 người/km².

## Hành chính
Xã Quế Lộc được chia thành 4 thôn: Lộc Đông, Lộc Tây, Lộc Trung, Tân Phong.

## Lịch sử
Quế Lộc xưa kia từng là đại bản doanh của nghĩa quân Nguyễn Duy Hiệu.
Xã Quế Lộc vừa được chia tách thành hai xã: Quế Lộc và Sơn Viên.
Ngày 24 tháng 10 năm 2024, Ủy ban Thường vụ Quốc hội ban hành Nghị quyết số 1241/NQ-UBTVQH15 về việc sắp xếp đơn vị hành chính cấp huyện, cấp xã của tỉnh Quảng Nam giai đoạn 2023 - 2025. Nghị quyết này có hiệu lực thi hành từ ngày 01 tháng 01 năm 2025. Nhập toàn bộ diện tích tự nhiên là 471,64 km2, quy mô dân số là 35.438 người của huyện Nông Sơn vào huyện Quế Sơn. Theo đó, xã Quế Lộc trực thuộc huyện Quế Sơn.
Nhập toàn bộ diện tích tự nhiên là 28,46 km2, quy mô dân số là 3.190 người của xã Sơn Viên vào xã Quế Lộc. Sau khi nhập, xã Quế Lộc có diện tích tự nhiên là 63,30 km2 và quy mô dân số là 9.674 người.
Xã Quế Lộc giáp xã Quế Long và thị trấn Trung Phước; huyện Duy Xuyên và huyện Hiệp Đức. 

## Du lịch
Quế Lộc là vùng đất địa linh nhân kiệt. Khi nói đến Quế Lộc thì người ta nghĩ đến Đèo Le - Suối Mát. Nơi đây không chỉ nổi tiếng với món ăn gà nướng, mà nơi đây còn là một nơi nghỉ mát lý tưởng. Suối Mát - Đèo Le có khí hậu quanh năm mát mẻ, nó còn được mệnh danh là Đà Lạt của Quảng Nam.

## Giao thông
Từ huyện Quế Sơn, có thể đi dọc theo đường 610 nối giữa thị trấn Đông Phú và Quế Lộc.